# Blaumückenfänger
Der Blaumückenfänger (Polioptila caerulea) ist ein nordamerikanischer Singvogel aus der Familie der Mückenfänger.

## Merkmale
Das Gefieder des 12 cm langen Blaumückenfängers ist oberseits blaugrau und unterseits weiß gefärbt. Er hat einen langen, schlanken Schnabel, weiße Augenringe und einen langen schwarzen Schwanz mit weißen Außenfahnen. Das Männchen ist blasser als das Weibchen und hat im Sommer einen schwarzen Überaugenstreif.

## Vorkommen
Der Vogel lebt in weiten Teilen Nordamerikas von Südkanada bis Mexiko und Kuba; im Osten bewohnt er Laubwälder, im Westen wacholderreiche Regionen. Die nördlichen Populationen ziehen zum Überwintern in den Süden der USA und nach Mittelamerika.

## Verhalten
Der Blaumückenfänger ist ein aktiver und lärmender Vogel. Er sucht zwischen Blattwerk nach Insekten und deren Eiern sowie nach Spinnen. Diese pickt er von Blättern oder Zweigen, wobei er beständig mit dem Schwanz wippt.

## Fortpflanzung
Von April bis Anfang Juni baut der Blaumückenfänger auf einem waagerechten Ast ein kleines, schalenförmiges Nest aus Gras, Flechten und Spinnweben. Männchen und Weibchen bebrüten abwechselnd vier bis fünf Eier zwei Wochen lang. Die Nestlingszeit dauert zwölf Tage. Manchmal brütet der Vogel zweimal in einer Brutsaison. Dem Vogel werden häufig vom Braunkopf-Kuhstärling Eier untergeschoben.

## Unterarten
Es sind sieben Unterarten bekannt:
- Polioptila caerulea caerulea (Linnaeus, 1766)[2] – Die Nominatform kommt im Südosten Kanadas sowie dem zentralen und östlichen Teil der USA vor.
- Polioptila caerulea caesiogaster Ridgway, 1887[3] – Diese Unterart kommt auf den Bahamas vor.
- Polioptila caerulea obscura Ridgway, 1883[4] – Diese Unterart ist im Westen der USA bis in den Süden von Niederkalifornien verbreitet.
- Polioptila caerulea perplexa Phillips, AR, 1991[5] – Diese Unterart ist im östlichen zentralen Mexiko verbreitet.
- Polioptila caerulea deppei van Rossem, 1934[6] – Diese Subspezies ist im Osten Mexikos und in Belize verbreitet.
- Polioptila caerulea nelsoni Ridgway, 1903[7] – Diese Subspezies kommt im Süden Mexikos vor.
- Polioptila caerulea cozumelae Griscom, 1926[8] – Diese Unterart kommt auf Cozumel vor.